# Illa Mayor (Múrcia)

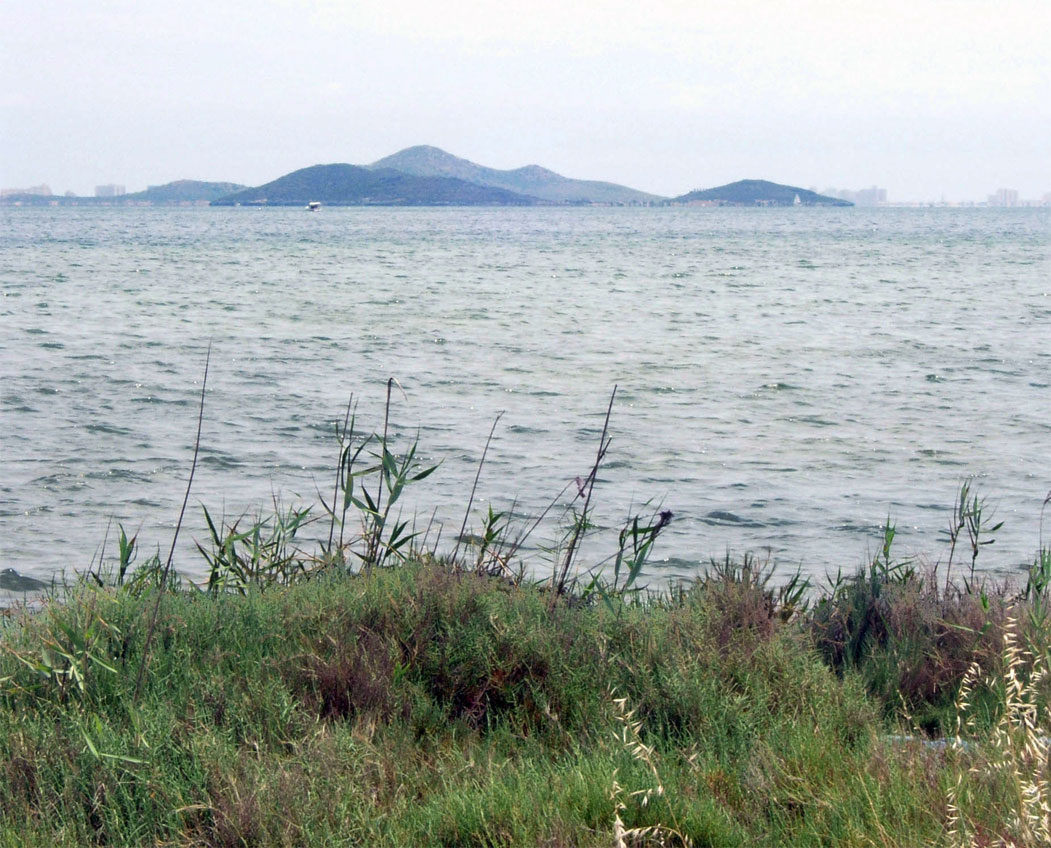
Vista general de l'illa del Barón i de l'illa Perdiguera.

L'illa Mayor o illa del Barón és una illa murciana situada enmig del mar Menor; i com el seu nom indica, és l'illa de majors dimensions del mar Menor (ocupa una superfície de 93,8 hectàrees). L'illa és un con volcànic extint, per això té forma cònica i té perimetre rodó.
El nom d'illa del Barón li ve del Baró de Benifaió, que va construir un palauet d'estil neomudèjar a l'illa.
Aquesta illa és un espai natural i hi ha un important bosquet de margalló, però no es pot visitar perquè l'illa és de propietat privada i està prohibit desembarcar-hi.